# Phyllosticta bolleana
Phyllosticta bolleana är en svampart som beskrevs av Sacc. 1884. Phyllosticta bolleana ingår i släktet Phyllosticta och familjen Botryosphaeriaceae.   Inga underarter finns listade i Catalogue of Life.